# سد گرین
سد گرین نهاوند یکی از سدهای ایران است و در ۱۹ کیلومتری جنوب شهر نهاوند قرار دارد. قرار بود این سد در سال ۱۳۹۷ به بهره‌برداری برسد اما پیشرفت ساخت آن کمتر از ۱۰ درصد برآورد میشود.